# Montecristo bosszúja
A Montecristo bosszúja (eredeti cím: Montecristo) 2023-as mexikói drámasorozat, amelyet Lidia Fraga és Jacobo Díaz alkotott, Alexandre Dumas Monte Cristo grófja című regénye alapján. A főbb szerepekben William Levy, Esmeralda Pimentel, Roberto Enríquez, Juan Fernández és Silvia Abasca látható.
Mexikóban 2023. április 14-én a Vix+, Magyarországon 2024. január 15-e és 2024. január 20-a között a TV2 mutatta be.

## Cselekmény
Montecristo Spanyolországba érkezik, hogy bosszút álljon. Tervét már kidolgozta, de a gyűlölet elvakítja, és ellenségei erősebbek, mint gondolná. Belép az oroszlán barlangjába. Cristobal palotájában és szembe kell néznie a múltjával és egy új fenyegetéssel: valaki felismerte őt. 

## Szereplők
| Szereplő           | Színész                                | Magyar hang       |
| ------------------ | -------------------------------------- | ----------------- |
| William Levy       | Edmundo Dantés / Alejandro Montecristo | Posta Victor      |
| Esmeralda Pimentel | Haydée Hernández                       | Sipos Eszter Anna |
| Roberto Enríquez   | Fernando Alvarez Mondego               |                   |
| Juan Fernández     | Cristobal Herrera                      |                   |
| Silvia Abascal     | Mercedes Herrera                       |                   |
| Itziar Atienza     | Helena Vilaforte                       | Nádasi Veronika   |
| Guiomar Puerta     | Alba Mondego                           | Kardos Eszter     |
| Héctor Noas        | Salvador Faria                         |                   |
| Franky Martín      | Jackie                                 | Tokaji Csaba      |

## A sorozat készítése
2022. január 13-án bejelentették, hogy a Pantaya, a Secuoya Studios és a William Levy Entertainment közösen fogja gyártani Alexandre Dumas Monte Cristo grófja című regényének adaptációját. A forgatás 2022 júniusában kezdődött Madridban és a Kanári-szigeteken. 2023. január 24-én bejelentették, hogy a sorozat premierje a Vixen lesz, miután a TelevisaUnivision megvásárolta a Pantayát.

## Évados áttekintés
| Évad | Évad | Epizódok száma | Eredeti sugárzás  | Eredeti sugárzás  | Eredeti sugárzás | Magyar sugárzás  | Magyar sugárzás  | Magyar sugárzás |
| Évad | Évad | Epizódok száma | Évadpremier       | Évadfinálé        | Eredeti adó      | Évadpremier      | Évadfinálé       | Magyar adó      |
| ---- | ---- | -------------- | ----------------- | ----------------- | ---------------- | ---------------- | ---------------- | --------------- |
|      | 1.   | 6              | 2023. április 14. | 2023. április 14. | ViX+             | 2024. január 15. | 2024. január 20. | TV2             |